# Uwe Klimaschefski
Uwe Klimaschefski (ur. 11 grudnia 1938 w Bremerhaven) – niemiecki piłkarz, a także trener.

## Kariera piłkarska
Klimaschefski treningi rozpoczął w 1948 roku w zespole TuS Bremerhaven 93. W 1956 roku został włączony do jej pierwszej drużyny, grającej w Oberlidze (grupa Nord), stanowiącej wówczas najwyższy poziom rozgrywek. Grał tam przez cztery sezony, a następnie odszedł do Bayeru 04 Leverkusen z 2. Oberligi. W sezonie 1961/1962 awansował z nim do Oberligi, a tam jako gracz Bayeru występował przez jeden sezon.
W 1963 roku Klimaschefski został zawodnikiem Herthy BSC, uczestniczącej w rozgrywkach nowo powstałej Bundesligi. Zadebiutował w niej 24 sierpnia 1963 w zremisowanym 1:1 meczu z 1. FC Nürnberg, a 12 października 1963 w przegranym 1:2 pojedynku z Eintrachtem Brunszwik strzelił swojego pierwszego gola w Bundeslidze. Graczem Herthy był przez dwa sezony. Przez kolejne cztery występował w innym zespole Bundesligi – 1. FC Kaiserslautern, a w 1969 roku zakończył tam karierę.
W Bundeslidze Klimaschefski rozegrał 159 spotkań i zdobył 12 bramek.

## Kariera trenerska
Karierę szkoleniową Klimaschefski rozpoczął w 1970 roku w zespole FC 08 Homburg, grającym w Regionallidze. Prowadził go w sezonie 1970/1971. Następnie trenował izraelski Hapoel Hajfa, a potem wrócił Homburga. Po sezonie 1973/1974 odszedł do zespołu 1. FSV Mainz 05, który od sezonu 1974/1975 występował w nowo powstałej 2. Bundeslidze. We wrześniu 1974 ponownie objął stanowisko szkoleniowca FC 08 Homburg, także grającego w tej lidze. Tym razem prowadził go przez sześć sezonów.
Następnie Klimaschefski trenował inne zespoły 2. Bundesligi – Herthę BSC oraz 1. FC Saarbrücken. W sezonie 1984/1985 wraz z Saarbrücken awansował do Bundesligi. W Saarbrücken pracował do kwietnia 1986. Następnie trenował szwajcarski FC Sankt Gallen (Nationalliga A) oraz po raz czwarty FC 08 Homburg, tym razem występujący w Bundeslidze. Poprowadził go w pierwszych ośmiu spotkaniach sezonu 1987/1988.
W kolejnych latach Klimaschefski był szkoleniowcem zespołów TSV 1860 Monachium (Oberliga), SV Darmstadt 98 (2. Bundesliga), Blau-Weiß 90 Berlin (2. Bundesliga) oraz FC 08 Homburg (2. Bundesliga). W 2002 roku pracował zaś jako asystent trenera 1. FC Saarbrücken i była to jego ostatnia praca w karierze szkoleniowej.